# Зарвос, Марсело
Марсело Ушоа Зарвос (порт.-браз. Marcelo Uchoa Zarvos; род. май 1969) — бразильский пианист и композитор греческого происхождения.

## Биография
Окончил музыкальный колледж Беркли. Начинал с классической музыки, но наиболее известен в джазовой с альбома «Dualism» сопровождаемый саксофонистом Питером Эпштейном.
Им были сделаны музыкальные сопровождения для нескольких фильмов таких как: «Целуя Джессику Стейн», «Дверь в полу», «Без имени», «Бойнтон Бич», «Помни меня», «Слова» и др. Всего 52 фильма. В 2010 году написал саундтрек к фильму «Помни меня» с Робертом Паттинсоном.